# GLAAD Media Awards 1997
L’8ª edizione dei GLAAD Media Awards si è tenuta nel 1997. Le cerimonie di premiazione hanno avuto luogo a Los Angeles il 16 marzo, a Washington il 26 marzo e a New York il 31 marzo.

## Riconoscimenti Speciali
- Vanguard Award: Cristina Saralegui
- Stephen F. Kolzak Award: Bruce Vilanch

## Premi

### Miglior film della grande distribuzione
- Bound - Torbido inganno
- Amori e disastri
- Bus in viaggio
- Set It Off - Farsi notare
- Piume di struzzo

### Miglior film della piccola distribuzione
- Beautiful Thing
- L'albero di Antonia
- Costa Brava
- Peccato che sia femmina
- Un party per Nick
- Stonewall

### Miglior documentario
- It's Elementary: Talking About Gay Issues in School

### Miglior serie Daytime drammatica
- La valle dei pini
- General Hospital
- Una vita da vivere
- The City

### Miglior serie commedia
- Spin City
- Ellen
- Friends
- Innamorati pazzi
- The Larry Sanders Show

### Miglior serie drammatica
- Chicago Hope
- Bedtime
- Relativity

### Miglior episodio serie TV
- Tracey Takes On...
- Cybill
- Living Single
- La famiglia Brock
- Il tocco di un angelo
- Wings

### Miglior film per la televisione
- Due madri per Zachary
- Losing Chase